# Xenón-135
El xenón-135, 135Xe es un isótopo inestable de xenón con un periodo de semidesintegración de 9,2 horas. El 135Xe es producto de la fisión del uranio (6,3 %), siendo el veneno nuclear absorbente de neutrones más poderoso conocido (3 millones de barnes), por lo que tiene un efecto significativo en la operación de un reactor nuclear.

## Efectos del135Xe en el reactor
La incapacidad para iniciar un reactor durante los efectos del 135Xe suele denominarse inicio impedido por xenón. El período durante el que reactor es incapaz de anular los efectos del 135Xe es denominado tiempo muerto xenón. Durante los períodos de funcionamiento en estado estacionario a un nivel constante de flujo de neutrones, la concentración de 135Xe se acumula hasta llegar a su valor de equilibrio para esa potencia del reactor en unas 40 a 50 horas. Cuando la potencia del reactor se incrementa, la concentración inicial de 135Xe disminuye debido a que el consumo total es mayor en el nuevo nivel de potencia más alto. Debido a que el 95 % del 135Xe es producto de la desintegración del 135I, el cual posee una vida media de 6 a 7 horas, la producción de 135Xe permanece constante; en este punto, la concentración de 135Xe alcanza un mínimo. La concentración entonces se eleva hasta el nuevo nivel de equilibrio para el nuevo nivel de potencia en unas 40 a 50 horas. La magnitud y la tasa de cambio de la concentración durante las primeras 4 a 6 horas siguientes al cambio de los niveles de potencia, depende del nivel inicial de potencia sobre la cantidad de cambio del nivel de potencia; el cambio en la concentración de 135Xe es mayor para un cambio mayor del nivel de potencia. Cuando la potencia del reactor se reduce, el proceso se invierte.
El 135I es un producto de la fisión del uranio con un rendimiento de un 1 %. Este 135I decae con una vida media de 6.7 horas a 135Xe. De esta forma, en un reactor nuclear en operación, el 135Xe es continuamente producido. El 135Xe posee una enorme capacidad de absorción de neutrones, por lo que en el ambiente de alto flujo de neutrones del centro de un reactor nuclear, el 135Xe prontamente absorbe un neutrón y se convierte en  136Xe estable. De esta forma, en 50 horas, la concentración de 135Xe alcanza su equilibrio donde su creación por decaimiento del 135I es balanceada con su destrucción por absorción de neutrón.
Los altos niveles temporales de 135Xe con su gran absorción de neutrones hace difícil el reinicio del reactor durante demasiadas horas. La absorción de neutrones del 135Xe actúa como una barra de control reduciendo la reactividad. La incapacidad del reactor para ser reiniciado durante los efectos del 135Xe se conoce a veces como inicio impedido por xenón. El período durante el cual el reactor es incapaz de anular los efectos del 135Xe es denominado tiempo muerto xenón.
Si se encuentra disponible un control de reactividad el reactor puede ser reiniciado pero un consumo transitorio de xenón debe ser cuidadosamente manejado. Cuando las barras de control son extraídas alcanzando un nivel crítico, el flujo de neutrones se incrementa en varios órdenes de magnitud y el 135Xe comienza a absorber neutrones transmutándose en 136Xe. El reactor consume el veneno nuclear. Cuando esto ocurre, la reactividad se incrementa y las barras de control deberán ser gradualmente reinsertadas o la potencia del reactor de incrementará. La constante del tiempo de este consumo transitorio depende del diseño del reactor, de los niveles de potencia históricos del reactor en los últimos días, y de la configuración de esta nueva potencia. Para una puesta típica de 50 % de potencia a 100 % de potencia, la concentración de 135Xe cae alrededor de 3 horas. Fallar en el manejo transitorio de este xenón apropiadamente causó que la potencia del reactor de Chernobyl se disparara aproximadamente a 100 veces lo normal causando una explosión de vapor. La tasa de consumo de xenón es proporcional al flujo de neutrones y de esta forma a la potencia del reactor. Si la potencia del reactor se duplica, el consumo de xenón será dos veces más rápido. Una gran tasa de incremento de la potencia del reactor, conlleva a un rápido consumo de xenón y un rápido incremento en la potencia del reactor.
Los reactores que usan continuamente reprocesamiento con diseño similar al Reactor de sal fundida son capaces de extraer 135Xe desde el combustible evitando estos efectos.

## Decaimiento y productos de la captura
El átomo de 135Xe que no captura un neutrón, decae en cesio-135, uno de los 7 productos fisionables de largo periodo de semidesintegración, mientras que el átomo de 135Xe que captura un neutrón, se transmuta en 136Xe estable. Proporciones estimadas de 135Xe durante un operación del reactor en estado "meseta" o estable que captura un neutrón incluye 90 %, 39%-91% y "esencialmente todo".
El 136Xe proveniente de la captura de un neutrón, acaba como una eventual fisión del xenón, lo cual incluye 136Xe, 134Xe, 132Xe, y 131Xe producidos por fisión y desintegración beta, antes de capturar un neutrón. 
Los átomos de 133Xe, 137Xe, y 135Xe que no han capturado un neutrón, decaen por desintegración beta a isótopos de cesio. La fisión produce 133Xe, 137Xe, y 135Xe en cantidades difícilmente iguales, pero luego de capturar un neutrón, la fisión del cesio contendrá 133Cs más estable (sin embargo puede decaer en 134Cs favorecido por una activación neutrónica) y 137Cs altamente radioactivo como 135Cs.

## Más información
- Isótopo estable